# Salme ibne Cutaiba Albaili
Abu Abedalá Salme ibne Cutaiba ibne Muslim Albaili (Abu Abdallah Salm ibn Qutayba ibn Muslim al-Bahili; m. 766) foi um árabe do século VIII que serviu como governador e comandante militar dos califados omíada e abássida.

## Vida
Salme era filho do distinto general Baili Cutaiba ibne Muslim, que, como governador do Coração, conquistou a Transoxiana para o Califado Omíada. De acordo com Atabari, quando Iúçufe ibne Omar Atacafi se tornou governador do Iraque em 738, considerou fazer Salme governador do Coração, mas o califa Hixame ibne Abedal Maleque rejeitou sua escolha, e Nácer ibne Saiar foi nomeado em seu lugar. Durante a guerra civil, serviu como governador de Baçorá sob Iázide ibne Omar Alfazari. Em setembro / outubro de 749, quando as forças da Revolução Abássida entraram no Iraque, o comandante abássida Haçane ibne Cataba nomeou Sufiane ibne Moáuia ibne Iázide ibne Almoalabe como governador de Baçorá e o enviou para assumir a cidade. Salme, auxiliado pelas tropas caicitas e modaritas à sua disposição, confrontou a guarda avançada sob o comando do filho de Sufiane, Moáuia, que foi morto. Sufiane então abandonou sua marcha em Baçorá. Salme reteve o controle da cidade até receber a notícia da morte de Iázide ibne Omar, quando então a abandonou.
Após o estabelecimento do Califado Abássida em 750, Salme serviu sob o califa Almançor como governador de Rei e Baçorá.  Durante a Revolta Álida de 762-763, serviu como governador de Rei e foi convidado por Almançor para vir ajudar na supressão do levante.  Em 763, foi nomeado governador de Baçorá, mantendo seu posto até sua substituição por Maomé ibne Solimão ibne Ali durante o ano seguinte (146 AH, 763/4 CE). Morreu em 766. Seus filhos Amer, Mutana, Saíde, Ibraim e Catir e seus descendentes continuaram a ocupar vários cargos importantes como governadores e comandantes militares no início do regime abássida.